# Troisième révolution industrielle en Hauts-de-France
 (novembre 2014).
Si vous disposez d'ouvrages ou d'articles de référence ou si vous connaissez des sites web de qualité traitant du thème abordé ici, merci de compléter l'article en donnant les références utiles à sa vérifiabilité et en les liant à la section « Notes et références ».
La Troisième révolution industrielle en Hauts-de-France est une action menée conjointement par la CCI Hauts-de-France et le conseil régional des Hauts-de-France et présidée par Philippe Vasseur visant à évoluer vers la transition écologique et sociale de la région Hauts-de-France.
Il s'agit d’une dynamique collaborative, qui fourmille de projets, ce sont plus de 300 projets suivis, un investissement à la fois public et privé estimé à 500 millions d’euros/an, plus de 10 millions d’euros déposés par des citoyens sur le livret d’épargne Troisième révolution industrielle en 8 mois (produits bancaires proposés par le Crédit coopératif), un prêt Troisième révolution industrielle proposé aux entreprises et associations dont le projet s'inscrit dans cette dynamique, un fonds d’investissement inédit de 50 millions d’euros destiné au financement d’entreprises désireuses de développer leur projet en Nord-Pas de Calais et à créer des emplois, 7 grands projets dits structurants pour l’avenir : Plan EfEEL & TRI ; Smart Lycées ; Université Zéro Carbone ; L’hôpital de la troisième révolution industrielle ; Efficacité énergétique dans l’industrie ; Réseaux Électriques Intelligents (REI) ; Mobilité (avec le SMIRT - devenu Hauts-de-France Mobilités) ; Les synergies du bassin lensois.

## Historique

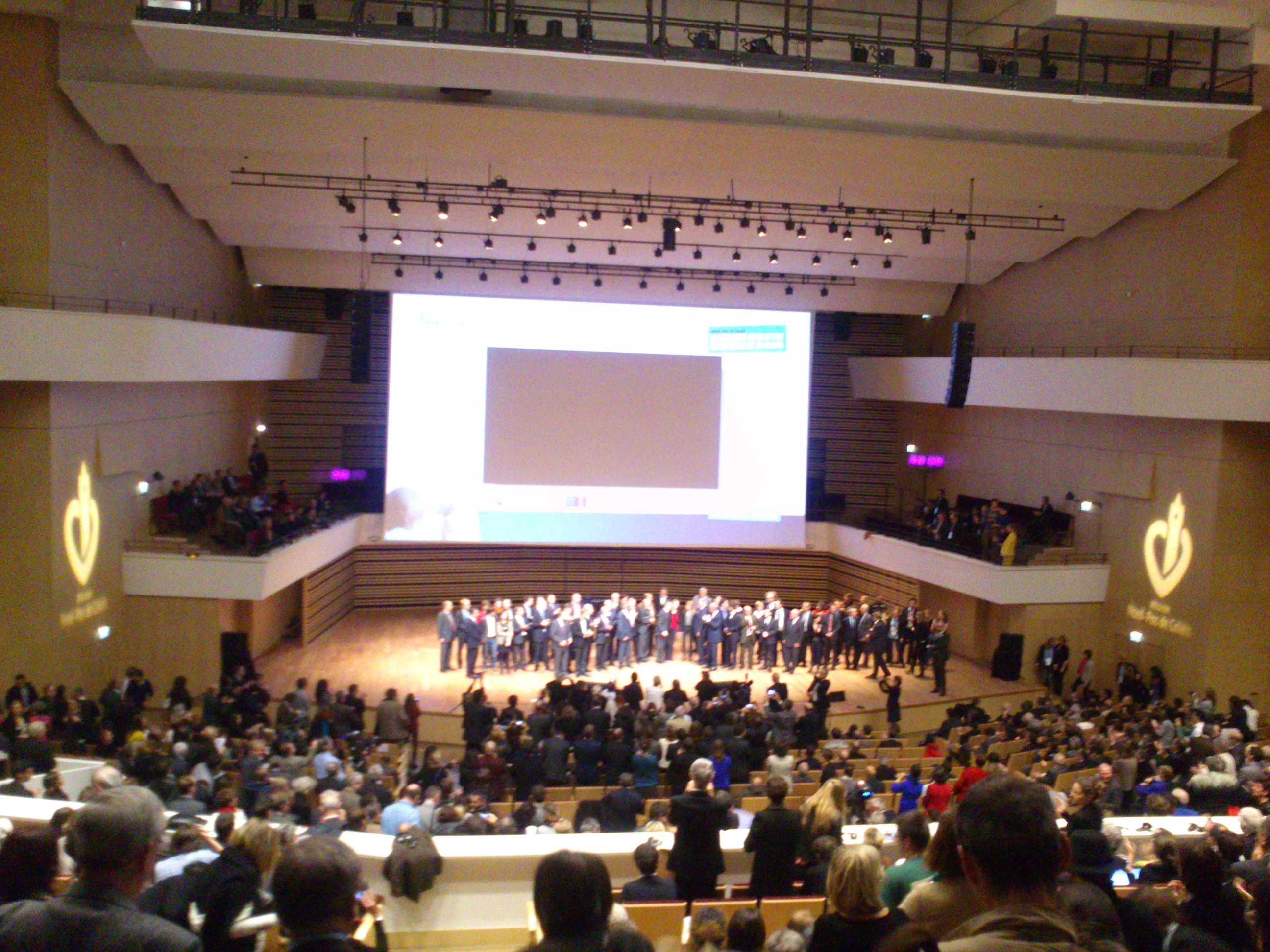
World Forum Lille 2013 : présentation du plan directeur de la Troisième révolution industrielle en Nord-Pas-de-Calais

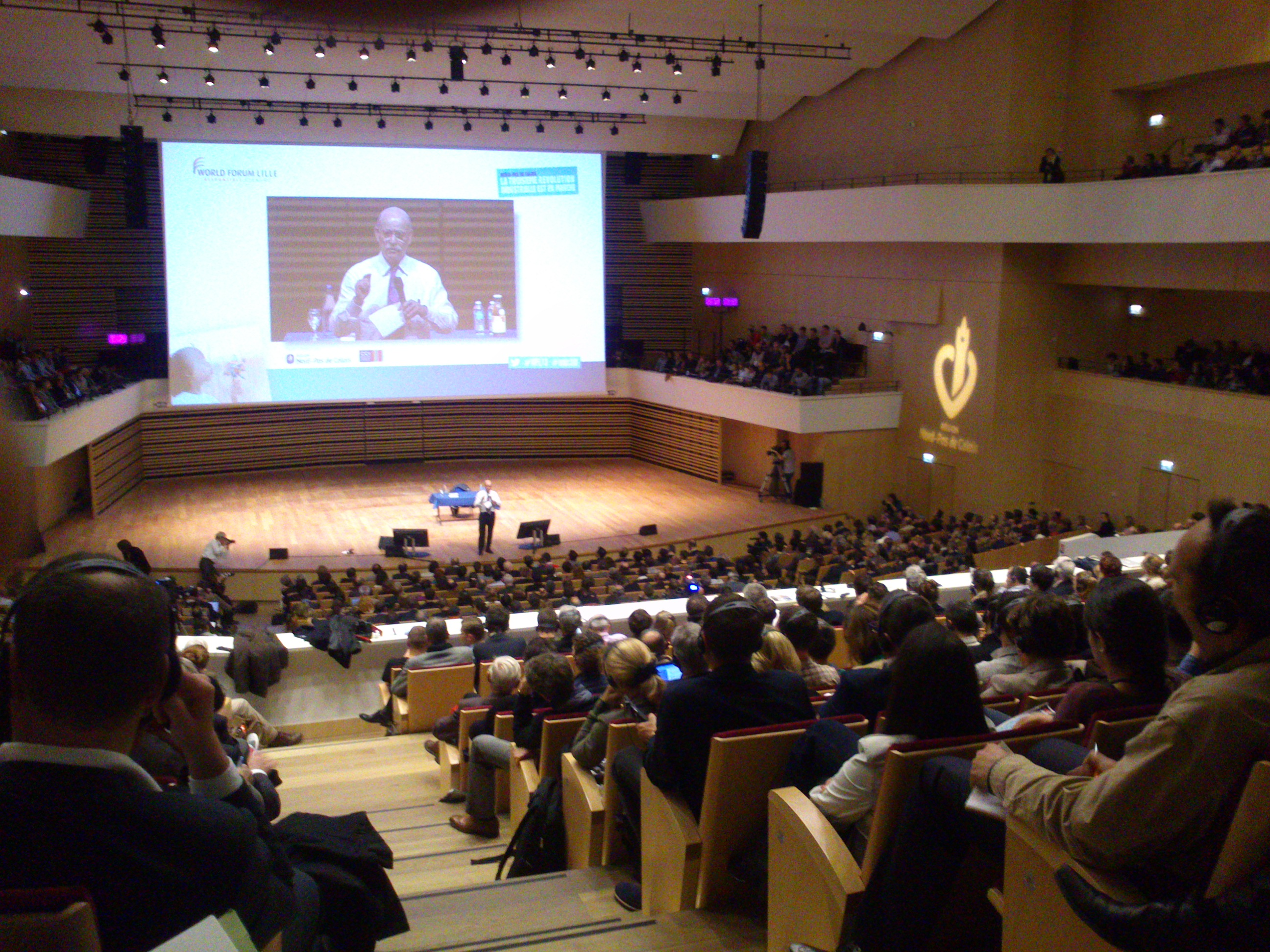
Présentation du plan directeur par Jeremy Rifkin

Fin 2012, le Conseil régional du Nord-Pas-de-Calais représenté par Jean-François Caron et la Chambre de commerce et d'industrie de région Nord de France représentée par Philippe Vasseur ont demandé à Jeremy Rifkin d'écrire un « Plan directeur » régional basé sur 5 thèmes prioritaires. Ces piliers ont été explorés par 6 groupes de travail : « efficacité énergétique, énergies renouvelables, bâtiments producteurs d'énergie, hydrogène et stockage de l'énergie, réseaux pilotés ou intelligents (smartgrids), innovations dans la mobilité douce » . À ces 6 groupes régionaux, 2 autres réflexions sur l'économie circulaire et l'économie de la fonctionnalité menées par 2 groupes distincts viennent appuyer les réflexions des 6 groupes. Une première rencontre a eu lieu avec les acteurs régionaux lors du Forum mondial de Lille,. Les groupes de travail ont ensuite synthétisé un « état des lieux » et coproduit de premières propositions pour la réalisation d'une « feuille de route » engageant la région vers une transition énergétique. Le "Plan directeur" définitif (324 pages) co-produit par l'équipe de Jeremy Rifkin et les acteurs régionaux a été présenté lors du « Forum mondial » le 25 octobre 2013.
Pour la région, l’enjeu est double :
- Tracer une vision et des perspectives à long terme
- S’engager concrètement dans la transition énergétique et économique en lançant à très court terme des opérations créatrices d’activité et d’emplois

La troisième révolution industrielle en Nord-Pas de Calais se fixe comme objectif de faire se croiser, en 2050, la courbe de la consommation d’énergie et celle de la production d’énergies renouvelables.
L’objectif est de multiplier par deux l'efficacité énergétique du territoire et de diviser les émissions de CO2 par quatre afin de faire passer la région dans l’ère post-carbone.[réf. souhaitée]
En 2017 avec la fusion des régions, Xavier Bertrand élargit le périmètre en incluant la Picardie au territoire initial Nord-Pas-de-Calais.

## Leviers d'actions

### Efficacité énergétique
Les défis à relever en matière d'efficacité énergétique sont considérés comme un préalable à la mise en place du processus de troisième révolution industrielle. Impossible de faire se croiser avant plusieurs siècles la courbe de la demande globale d'énergie avec celle du développement des énergies renouvelables si on ne se fixe pas, à tous les niveaux d'intervention, un objectif de réduction massif des consommations.
John A. Laitner (en), économiste de la troisième révolution industrielle, s'appuyant sur un système de modélisation Deeper (Dynamic Energy Efficiency Policy Evaluation Routine) fait la démonstration que plus les objectifs de réduction de consommation d'énergie sont ambitieux, plus ils sont rentables, du point de vue de la croissance, du pouvoir d'achat et des créations d'emplois. 
Actionner les leviers de 20 % produit de faibles résultats, les actionner de 60 % démultiplie les résultats et rend la démarche pro-active.[Interprétation personnelle ?]
Ce renversement de perspectives rend possible l'ambition pour le Nord-Pas-de-Calais de réduire de 60 % sa consommation d'énergie globale à horizon 2050 et par quatre ses émissions de gaz à effet de serre, et d'acquérir un avantage compétitif incomparable en matière d'efficacité énergétique.

### Énergies renouvelables
En choisissant de disposer d'un mix énergétique 100 % renouvelable à l'horizon 2050, le Nord-Pas-de-Calais va permettre à ses entreprises et à ses habitants de bénéficier d'une énergie propre et durable dont les coûts de production finiront par tendre vers zéro. Profitant de son "retard" dans le domaine, la région bénéficiera de la baisse inexorable des prix des composants, et pourra s'appuyer sur ses spécificités territoriales: secteur industriel prometteur en matière de récupération d'énergie, secteur agricole structuré pour l'exploitation de la biomasse, exposition maritime idéale pour le développement de l'éolien offshore, espaces fonciers en attente de reconversion, indispensables au développement du photovoltaïque... l'exploitation de ces "nouveaux gisements" donnera un avantage compétitif aux entreprises qui contribueront à la mise au point de solutions exportables.

### Bâtiments producteurs d'énergie

Principe de la maison passive

Échelle de consommation d'énergie pour les logements

Remplacer le modèle centralisé de production et de distribution des énergies fossiles par un développement de microsites producteurs d'énergies vertes, disséminés dans toutes les unités immobilières qui s'y prêteront (rénovation, reconversion ou construction neuve), est facilement envisageable dans une région qui présente une forte densité de construction. Disposant de plusieurs milliers de friches industrielles à réhabiliter, bénéficiant d'un programme de rénovation thermique de 100 000 logements, la région a déjà de belles cartes en mains pour réussir un déploiement de grande envergure. En s'appuyant sur un nouveau concept de développement et de rénovation urbaine baptisé "Zen-e-Ville", en ouvrant aux PME du bâtiment de nouveaux territoires à explorer, en repensant les modes d'organisation et de financement, en misant sur la formation des acteurs et la sensibilisation du public, la région se fixe l'objectif de parvenir, d'ici 2050, à l'équilibre des volumes de production et de consommation sur l'ensemble de son parc immobilier (hors industrie).

### Hydrogène et stockage de l'énergie

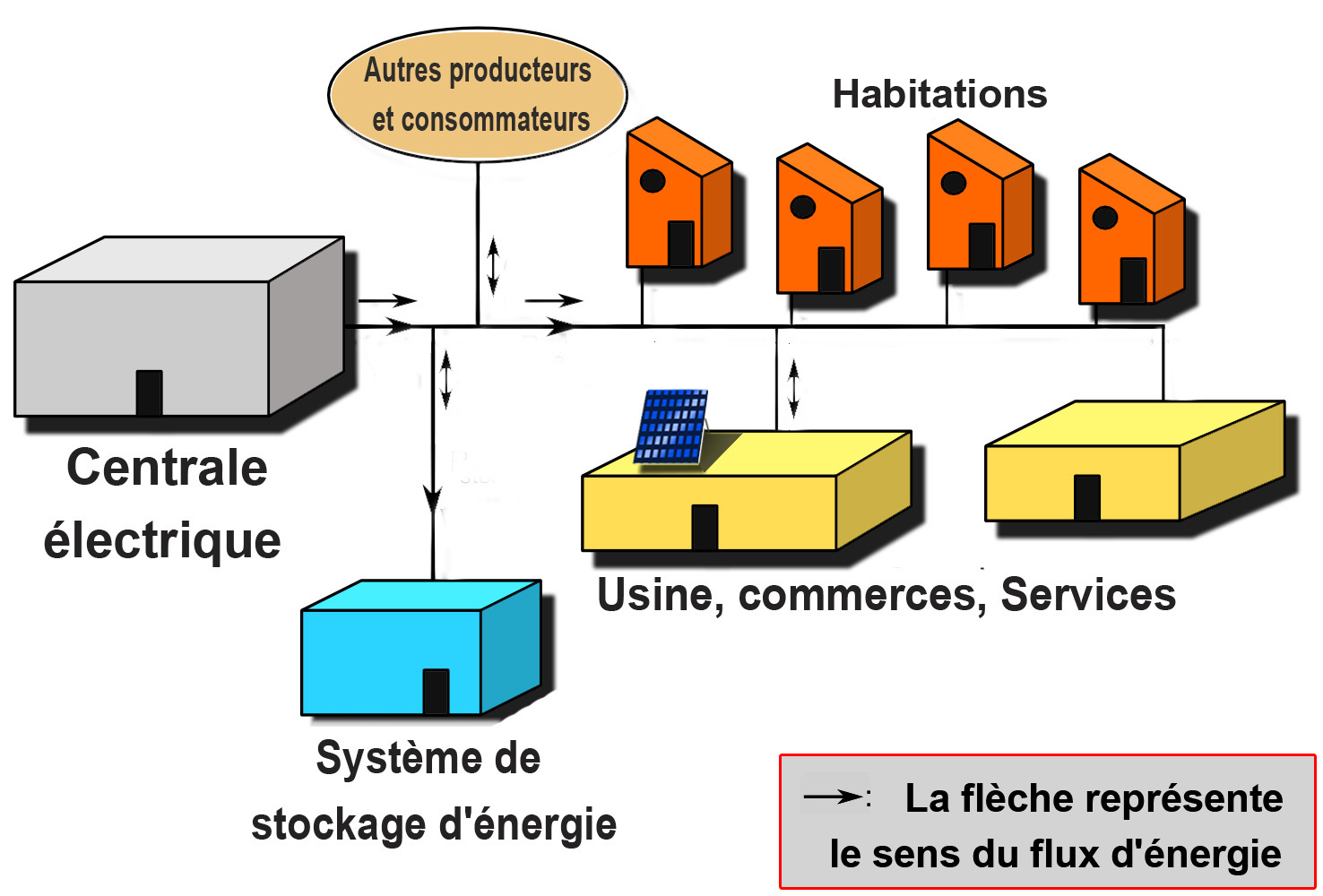
Schéma simplifié et de principe d'un système intégré de stockage dans un réseau électrique, de type « Grid energy storage »

Démultiplier les sources d'énergies renouvelables implique le développement de capacités de stockage susceptibles de compenser les intermittences de production et les variations de consommation. Dans ce domaine, où (presque) tout reste à inventer, la région peut compter sur de nombreux facteurs pour prendre le leadership: une infrastructure de distribution de gaz et d'électricité fort développée, une expérience naissante dans la distribution d'hydrogène, des industries automobiles et sidérurgiques capables de jouer un rôle moteur, des projets de recherche bien avancés, un espace maritime et un sous-sol adaptés à des technologies nouvelles de stockage.
Selon les experts de Jeremy Rifkin, ces pré-dispositions, couplées à une situation géographique exceptionnelle, au croisement des réseaux européens d'énergie, pourraient permettre au Nord-Pas de Calais de viser plus loin que la couverture de ses propres besoins, pour développer des capacités de stockage capables d'absorber la demande des marchés voisins.
À titre d'exemple une solution de stockage de l'énergie sous forme de méthane,. L'énergie électrique excédentaire d'origine éolienne ou photovoltaïque est utilisée pour décomposer de l'eau en dihydrogène et dioxygène (électrolyse de l'eau), puis le dihydrogène est utilisé pour méthaniser du dioxyde de carbone (réaction de Sabatier).

L'un des principaux intérêts de ce procédé est d'utiliser les infrastructures (réservoirs et conduites de gaz) existantes, dont la capacité de stockage serait suffisante pour couvrir les besoins de méthane d'un pays tel pendant plusieurs mois, par exemple pendant les périodes où le solaire et l'éolien ne peuvent couvrir les besoins énergétiques. La région dispose du terminal méthanier de Loon-Plage.

### Réseaux pilotés ou intelligents (smartgrids)

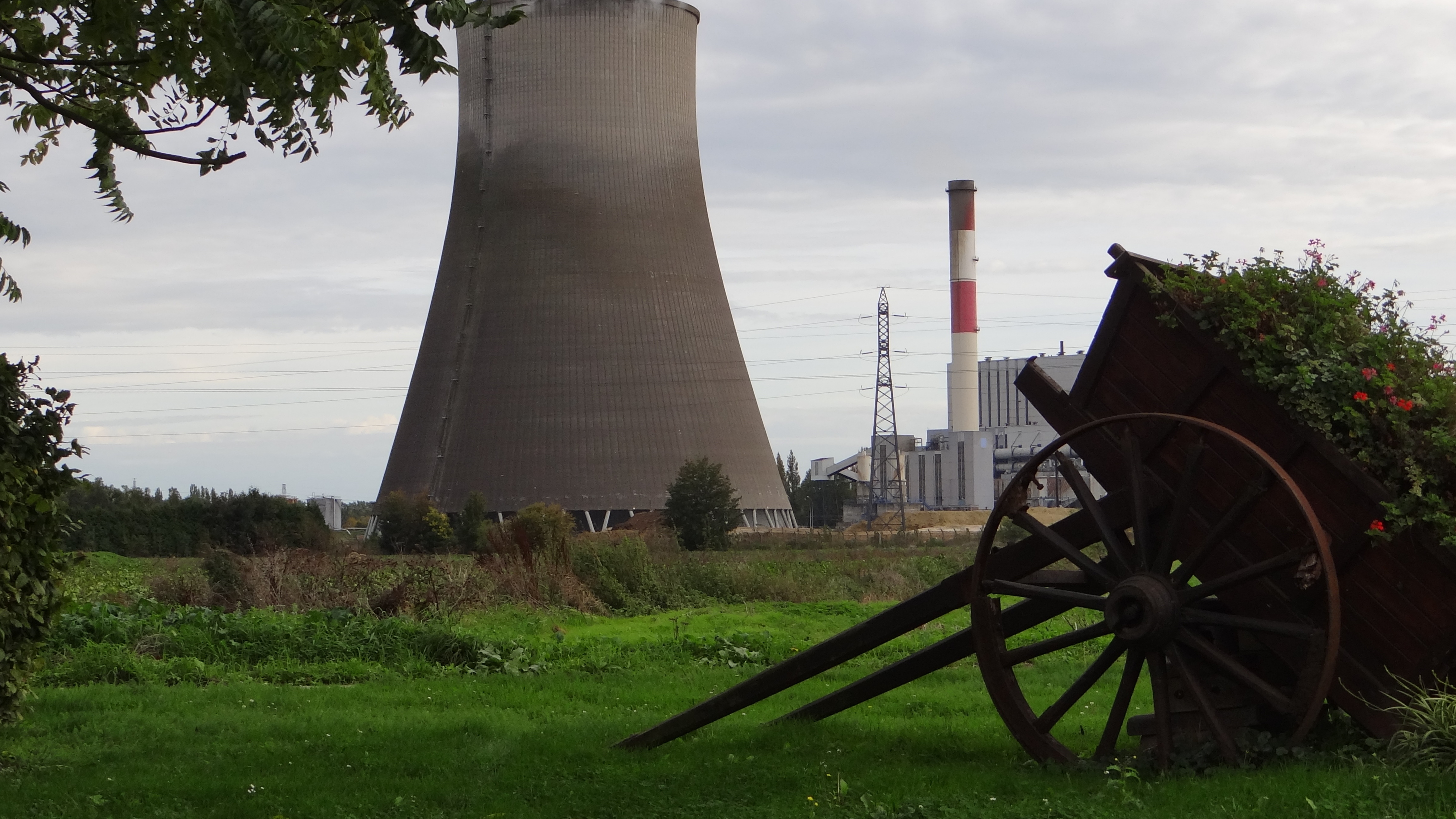
Centrale de production de Bouchain

La démultiplication des sites de production des énergies renouvelables ne peut se réaliser que si elle est associée au développement d'un système de distribu-tion de nouvelle génération. Un système capable de maîtriser des flux de plus  en plus complexes et de gérer les informations d'un marché où le nombre de producteurs finira par égaler le nombre de consommateurs. Le déploiement de réseaux intelligents repose sur des technologies arrivant à maturité et pourrait être mis en œuvre rapidement La principale difficulté consiste à anticiper les besoins, modéliser les schémas de développement et coordonner les acteurs, pour architecturer les réseaux de façon pertinente : un chantier évalué à plusieurs dizaines de milliards d'euros. Ce sera le rôle du Conseil régional et la CCl de région Nord de France qui concentreront leurs efforts pour créer les conditions politiques, juridiques et économiques indispensables, à l'objectif qu'ils se sont fixé : devenir la première région se fournissant à 100 % d'énergies renouvelables à l'horizon 2050.
Les Smart grid ou réseaux intelligents doivent affiner la distribution d'énergie avec une gestion pointue des besoins en électricité et de l'offre d'énergétique des centrales de productions couplées à  des réseaux d'énergies renouvelables souvent décentralisés. Pour rendre plus flexible la gestion du réseau et des pointes de consommation ou de production, il peut être fait appel à un centre de contrôle doté d'un logiciel de type Network Eneergy Management (NEM) conçu par Alstom Grid. Les centrales de production plus flexibles avec des mises en service rapide sont nécessaires tel le projet à la Centrale thermique de Bouchain avec sa nouvelle centrale à Cycle combiné.

### Innovations dans la mobilité douce
La mobilité des personnes et des biens représente 20 % de la consommation d'énergie en Nord-Pas de Calais, et repose essentiellement sur les combustibles fossiles. Développer les moyens de transport propres (fonctionnant à l'électricité, à l'hydrogène et au biogaz), organiser le déplacement multimodal des personnes, déployer l'internet de la logistique pour la distribution des biens et réduire la demande énergétique liée au transport (-10 %, d'ici à 2020, et -25 %, d'ici à 2030), sont les quatre grands chantiers auxquels vont s'atteler les décideurs régionaux. En s'appuyant sur des infrastructures de dimension européenne (réseau ferré à grande vitesse, ports maritimes, aéroport, voies navigables, ports intérieurs... ), des industries de pointe concernées au premier chef (logistique, ferroviaire, automobile, grande distribution, VPC), une expérience dans la gestion et l'interopérabilité des transports collectifs... le Nord-Pas de Calais dispose de (presque) tous les leviers pour organiser une révolution de la mobilité.

### S'appuyer sur de nouveaux modèles économiques
La disparition progressive des énergies fossiles invite à généraliser la réflexion sur la raréfaction de l'ensemble des ressources de la planète. L'application des principes de l'économie circulaire (remplacer le cycle de vie linéaire des matières premières par un réemploi optimal des rejets considérés comme des nouvelles ressources) et de l'économie de la fonctionnalité (remplacer la vente d'un bien ou d'un service par une solution intégrée, éventuellement partagée focalisée sur la valeur d'usage et la satisfaction d'un besoin fonctionnel plutôt que la propriété matérielle) à l'ensemble des domaines d'action, va permettre d'atteindre une amélioration du bien-être économique et social, reposant de moins en moins sur la consommation de ressources naturelles non renouvelables et de développer de nouveaux marchés et modèles économiques. En décidant d'inclure ces principes dans l'élaboration de leur projet stratégique, les décideurs régionaux ont souhaité que la révolution soit totale.

## Réalisations

### 150 initiatives de la Troisième révolution industrielle
En 2014, soit un an après la publication du Master Plan élaboré en collaboration avec les équipes de Jeremy Rifkin, un ouvrage reprend les différents projets regroupés dans la démarche. Nombre de ces projets étaient antérieurs au Master Plan ou ne sont pas spécifiques à la région Nord-Pas-de-Calais (en cela que d'autres régions pourraient afficher nombre de projets équivalents et parfois en plus grand nombre comme la région Ile-de-France)
L’ouvrage « En marche » regroupe ces initiatives dans le cadre général du Master Plan. Il est censé démontrer que la démarche était en gestation, parfois depuis plusieurs années, chez de nombreux acteurs, et que l'impulsion de la région et des acteurs économiques est essentielle.
La publication « En marche » recense plus de 150 projets d’entreprises de toutes tailles et de tous secteurs, les réalisations des collectivités locales et engagements des acteurs sociaux, universitaires ou scientifiques. Elle offre une représentation concrète du champ des possibles, dans le périmètre de la Troisième révolution industrielle et des perspectives nouvelles qu’elle ouvre,,,.

### Le livret d'épargne et le prêt bancaire  "Troisième révolution industrielle"
Le livret d'épargne "Troisième révolution industrielle" est un dispositif d'épargne engagée permettant de financer des projets d’entreprise liés à la Troisième révolution industrielle, projets dédiés au Nord Pas-de-Calais avec comme ressource l'épargne déposée sur le territoire français. Les encours de ce livret citoyen sont ensuite utilisés pour financer des projets a des taux bonifiés aux entreprises et aux associations éligibles .
La rémunération des dépôts est à 1,50 % par an jusqu’à 1 500 € de dépôt puis un taux de 0,8 % avec un plafond des dépôts à 100 000 €.
Ce dispositif est une première en France,, et est proposé en exclusivité par le Credit Coopératif.

## Controverses
Au-delà du coût de l'équipe de Jeremy Rifkin (évalué au moins à 360 000 euros) et de la valeur ajoutée réelle de l'étude délivrée au regard de ce que l'on trouve par ailleurs dans l'ouvrage de Rifkin de nombreux spécialistes se sont élevés au cours des dernières années contre les "recettes" proposées et le caractère irréaliste du projet. Qui peut légitimement penser comme il est affirmé par nombre de politiques que le PIB régional fera un bond de 47 % tel qu'indiqué dans différents documents du Plan directeur. Que dire également du chiffre de création d'emplois, chiffré à 165 000 alors  que le chiffre des destructions reste flou et difficilement évaluable (l'on parle de plusieurs dizaines de milliers sans qu'il soit possible d'obtenir un réel chiffrage).
Divers économistes et spécialistes de la gestion de l'énergie marquent le caractère irréaliste et illusoire des conclusions de Rifkin au regard des connaissances et capacités techniques actuelles. Ainsi l'économiste Jean Gadrey a d'ailleurs exposé les raisons qui font du projet de troisième révolution industrielle une impasse tant économique qu'écologique dans divers articles et diverses interviews.
Alors que les piliers et thèmes généraux marquent bien la volonté de développer une nouvelle approche énergétique et des modifications dans l'usage et donc dans les modes de consommation, il est remarquable de constater que les thèmes de la gestion du changement et des impacts sociaux et sociétaux ne sont que peu ou pas abordés. L'anticipation des changements dans la vie quotidienne des habitants de la région, des compétences nécessaires et disponibles est inexistante et s'effectue à ce jour sans prendre en compte l'avis des autres parties prenantes (écoles, université, état...) ce qui constitue un réel risque pour l'atteinte des résultats escomptés car il est illusoire de croire que l'on peut avoir raison tout seul, alors que le pays avance sur son propre projet de transition énergétique.[non neutre]